# 谷鵬
谷鵬（こくほう、生没年不詳）とは江戸時代の長崎の浮世絵師、町絵師。

## 来歴
長崎の人。谷鵬、谷鵬道人、紫溟と号しており、寛政から文政にかけて主に墨摺絵を描いている。一説には文錦堂2代俊平（天明8年‐安政6年）が谷鵬と号したのではないかという『長崎系洋画』中に黒田源次氏による推定もある。肖像画に巧みであり、寛政頃に洋風画の作品を残した他、文化の頃に墨摺または墨濃淡二度摺からなる木版画を数種、文錦堂から刊行している。谷鵬の人物画の特徴は描かれている紅毛人の顔の顎骨が強く張っている点にある。

## 作品
- 「雪中志学」 木版墨摺
- 「阿蘭陀人」 木版多色摺 文錦堂版
- 「阿蘭陀人読書図」 木版多色摺 文錦堂版
- 「ヲロシヤ人」 木版墨摺「文化元甲子年長崎渡来レザノフ図」 文錦堂版